# Nelson (circonscription britanno-colombienne)
Pour les articles homonymes, voir Nelson.
Circonscription électorale provinciale du Canada
Nelson est une ancienne circonscription provinciale de la Colombie-Britannique représentée à l'Assemblée législative de la Colombie-Britannique de 1916 à 1933.

## Géographie
La circonscription représentait la ville et la région autour de Nelson.

## Liste des députés
| Législature                                                                          | Années                                   | Député                                   | Député                                   | Parti                                    |
| Nelson Circonscription issue Nelson City                                             | Nelson Circonscription issue Nelson City | Nelson Circonscription issue Nelson City | Nelson Circonscription issue Nelson City | Nelson Circonscription issue Nelson City |
| ------------------------------------------------------------------------------------ | ---------------------------------------- | ---------------------------------------- | ---------------------------------------- | ---------------------------------------- |
| 14e                                                                                  | 1916–1920                                |                                          | William Oliver Rose                      | Conservateur                             |
| 15e                                                                                  | 1920–1921                                |                                          | William Oliver Rose                      | Conservateur                             |
| 15e                                                                                  | 1922-1924                                |                                          | Kenneth Campbell                         | Libéral                                  |
| 16e                                                                                  | 1924–1928                                |                                          | Kenneth Campbell                         | Libéral                                  |
| 16e                                                                                  | 1924-1927                                |                                          | John Oliver                              | Libéral                                  |
| 16e                                                                                  | 1927-1928                                |                                          | James Albert McDonald                    | Libéral                                  |
| 17e                                                                                  | 1928–1933                                |                                          | Lorris E. Borden                         | Conservateur                             |
| Circonscription fusionnée à la circonscription de Creston pour former Nelson-Creston |                                          |                                          |                                          |                                          |